# Harry Veitch
Sir Harry James Veitch (Exeter, 24 juni 1840 — Slough, 6 juli 1924) was een Britse botanicus en directeur van de kwekerij James Veitch and Sons in Chelsea, Londen. Hij werd geridderd voor zijn bijdrage aan de totstandkoming van de Chelsea Flower Show.
Harry was de tweede zoon van James Veitch en een achterkleinzoon van John Veitch, de oprichter van Veitch and Sons.
- Author citation (botany): H.J.Veitch
- International Standard Name Identifier: 0000 0003 9096 5166
- Nederlandse Thesaurus van Auteursnamen: 234833831
- Virtual International Authority File: 284700444
- WorldCat: E39PBJycTfqGcRbJG7p3TqFR8C